# Jean Legrand
Pour les articles homonymes, voir Legrand.
Pour le réalisateur, voir Jean Legrand (réalisateur).
Jean Legrand est un écrivain français (1910-1982) qui fut aussi éditeur, imprimeur, poète et créateur du mouvement Le Sensorialisme après la guerre.

## Biographie
Jean Legrand est né à Montpellier le 13 janvier 1910. Il est à Paris dans les années 1929-1930. Passionné par le Surréalisme, le jazz, Nietzsche, Berkeley, Proust, il crée, avec Nine Goffin une imprimerie (Imprimerie du Danube) pour gagner sa vie et diffuser ses propres textes et ceux de ses amis.
Militant proche de l'extrême-gauche jusque dans les années 34-35, il fut parmi les amis de Claude Cahun et il fréquentera René Crevel, Henri Michaux, avant de lancer son propre groupe, Groupe Brunet dont le manifeste L'amour la connaissance fut publié en 1938 lors d'une exposition au Studio 28... Il sera aussi l'imprimeur de Je ne mange pas de ce pain-là de Benjamin Péret, Madame Edwarda de Georges Bataille, sous le pseudonyme de Pierre Angélique, et des tracts de Contre-Attaque. Editeur, il lancera différentes collections, Le grain terrestre, Collection Dauphine, L.G.T, etc.
Grâce notamment à Jean Paulhan et à Raymond Queneau il publie un premier livre chez Gallimard en 1946. Il participe aussi aux Cahiers de la Pléiade en 1947. Il lance alors le Sensorialisme accompagnant le succès de scandale de son premier livre publié chez un important éditeur parisien. Journal de Jacques est en fait le second volet d'une trilogie, le premier, Jacques ou l'homme possible sera publié au Sagittaire en 1947, et le dernier volet Aurette et Jacques paraîtra chez Gallimard la même année.
Sa carrière littéraire s'arrête alors brutalement, il écrit de nombreux volumes, suite de sa trilogie, romans, qui ne trouveront pas d'éditeur. Son ami Pierre Caminade lui offrira l'opportunité de sa dernière publication, en 1963, dans le collectif Permanences méditerranéennes de l'humanisme publié par les Belles-Lettres, avec un texte, Composition, dans lequel Jean Legrand revient sur sa jeunesse à Montpellier entre misère et rêve de révolution. Dans les années 1950, Jean Legrand a vécu au Mas Clapier, près de Montpellier, où il acheva un de ses romans demeurés inédits jusqu'en 2008 Tandis qu'Ulysse vagabonde.
Il est mort à Paris, le 25 novembre 1982.

## Citations
- "Le merveilleux devient sensation à explorer, actes à produire, volonté à imposer à l'inerte ; la conscience redevient maîtresse. Pour moi, je rendrai plus volontiers au merveilleux son nom : le plaisir, à la poésie le sien : la jouissance."
- "Laissez tomber les mots de la chair, mais commandez la chair lorsqu'elle vous demande. C'est l'art poétique. Et vous saurez très vite où le mot ment quand la chair tombe."

## Principaux ouvrages de Jean Legrand
- Voies et détours de la révolution, L.G.T., 1941
- L'amour insolent, L.G.T., 1946. Réédition La Termitière, 2002
- Journal de Jacques, Gallimard, 1946
- Jacques ou l'homme possible, Éditions du Sagittaire, 1947
- Aurette et Jacques, Gallimard, 1947
- L'homme Manifeste, L.G.T., 1947
- Cœur de Chair suivi de Bulbes & Vaisseaux, Éditions de la Nerthe, 2007
- Tandis qu'Ulysse vagabonde, Éditions de la Nerthe, 2008
- Composition, La Termitière, 2012
- Double Fugue d'Amour et de Mort, La Nerthe, 2013  Traduit et publié en Espagne sous le titre Doble fuga de amor y muerte, Periférica, 2016

## Principales publications en revue
- Le Bon Sens no 1, septembre 1941. ["Art poétique" (avec Nine Goffin et Simone Tourre), "Un jour", "Malgré le temps", "Lautréamont I", "La joie souterraine du métro" (avec Nine Goffin)]
- Le Bon Sens no 2, mai 1942. ["Bon sens", "Lautréamont II", "Deux carpes tendres...", "Naissance de l'amour", "Lumière blanche et noire" (avec Nine Goffin et Simone Tourre), "Nuit, la nuit" et "À propos d'un Portrait de Paul Eluard"]
- Les Cahiers de la Pléiade no 2, avril 1947. ["Les amies des hommes", textes et poèmes présentés par Jean Legrand]
- Cahiers Sensationnistes no 2, 1947, ["Poème" et "Face à face"]
- France-Asie no 42, 1949. ["Marcel Proust et nous"]

## Fonds d'archives
- Fonds des manuscrits inédits du romancier Jean Legrand (1945-1983) [0,4 ml].  Cote : 23 F. Montpellier : Archives départementales de l'Hérault (présentation en ligne).